# Lodewijk van Velthem
Lodewij(c)k van Velthem (ca. 1260/1275 - na 1317) was een Brabantse geestelijke en schrijver. Zowel zijn geboortedatum en geboorteplaats als zijn sterfdatum en plaats van overlijden zijn onbekend. De oudste (auto)biografische gegevens vertellen ons dat Lodewijk in de winter van 1293-1294 in het gevolg van hertog Jan I van Brabant in Parijs verbleef.
Hij vermeldt zelf dat dat hij in 1297 in Gent verbleef. Als geestelijke maakte hij carrière in Brabant. In 1304 had hij een geestelijk ambt in Zichem bij Diest en in 1312 was hij pastoor voor het leven in Veltem bij Leuven. Hij heeft zijn achternaam ontleend aan deze plaats.
Zijn oudste bewaard gebleven literaire werk is de voortzetting van de Spiegel historiael (1284-1288) van Jacob van Maerlant. Hij voorzag deze onvoltooide wereldgeschiedenis in de periode 1315-1317 (ten tijde van de Grote Hongersnood) van een slot.
In 1326 voltooide hij de Merlijn-continuatie, het derde, ontbrekende boek en vervolg op Jacob van Maerlants Historie vanden Grale en Boek van Merlijne, die Van Maerlant in de jaren 60 van de dertiende eeuw – mogelijk tegen zijn zin en daarom onafgemaakt – had geschreven in opdracht van Albrecht van Voorne († 1287), burggraaf van Zeeland. Velthems naam is ook te verbinden aan de Lancelot-compilatie. Over zijn precieze rol bij de totstandkoming van dit boek, waarvan het tweede deel bewaard bleef als handschrift KB Den Haag 129 A 10, bestaat echter (nog) grote onduidelijkheid. 

## Spiegel historiael | Vierde Partie

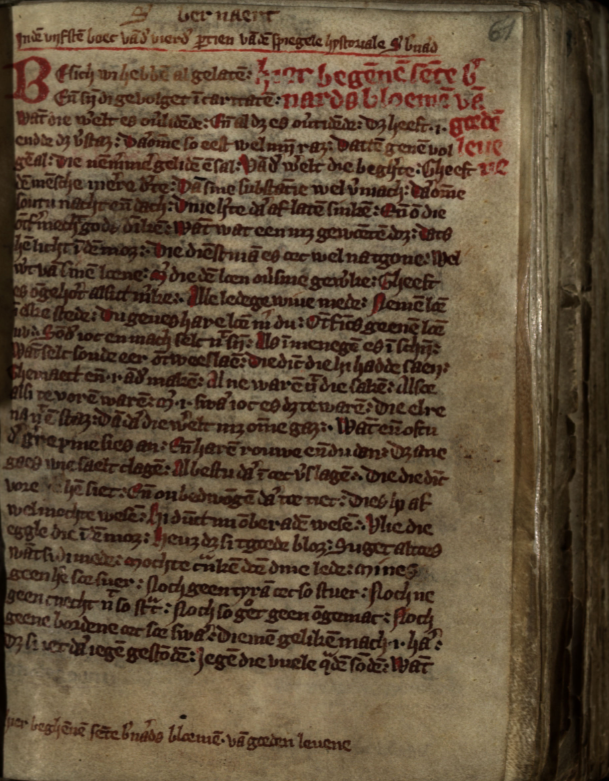
Handschrift Gent, Universiteitsbibliotheek, 1374; een van onze belangrijkste tekstgetuigen van Velthems Vierde Partie

Velthems vroegst dateerbare werk is zijn voltooiing van de Vierde Partie van de Spiegel historiael van Jacob van Maerlant. In 1315 of kort daarvoor kreeg Velthem deze opdracht van een Antwerpse edelvrouw Maria van Berlaer, weduwe van achtereenvolgens Hugo van Kruiningen († 1293) en Jan van Berlaer († 1310). Hij deed het in eigen woorden bi hare vrienscap ende bi hare hoefschede - uit vriendschap voor haar en voor haar hoofsheid. Deze wereldkroniek was in 1288 door Jacob van Maerlant afgebroken, vrijwel zeker als gevolg van ziekte (mogelijk ook overlijden), toen Jacob bij het jaar 1113 gekomen was (in het derde boek van de Vierde Partie). 
De Spiegel historiael was een Middelnederlandse vertaling in verzen van een historisch encyclopedisch standaardwerk uit die tijd  in het Latijn: het Speculum Historiale (ca. 1256), een wereldgeschiedenis van de Schepping tot het Laatste Oordeel, van Vincent van  Beauvais, een Franse dominicaan. In dit boek werd de geschiedenis van de wereld samengevat vanaf de schepping in een theologisch perspectief met systematische gebruikmaking van (citaten uit het werk van) gezaghebbende auteurs uit de Bijbelse, Griekse, Romeinse en middeleeuwse geschiedenis, maar anders dan de bloedserieuze Jacob had hij ook oog en belangstelling voor 'petite histoire'. Velthems aanvulling op de Vierde Partie bevat ook belangrijke informatie over de ontstaansgeschiedenis van de Spiegel historiael. Naast de identiteit van zijn mecenas, Maria van Berlaer, vermeldt Velthem voor het eerst de dichter van de Tweede Partie, die Maerlant had uitbesteed aan Filip Utenbroeke, mogelijk omdat de inhoud, die sterk focuste op de Franse geschiedenis, hem niet aanstond. Ten slotte noemt de auteur ook de precieze datum waarop hij het werk af had: 3 augustus 1315. Velthems Vierde Partie eindigt in 1256 met een vooruitblik op een Vijfde Partie, die als eigen initiatief bestempeld kan worden.

## Spiegel historiael | Vijfde Partie

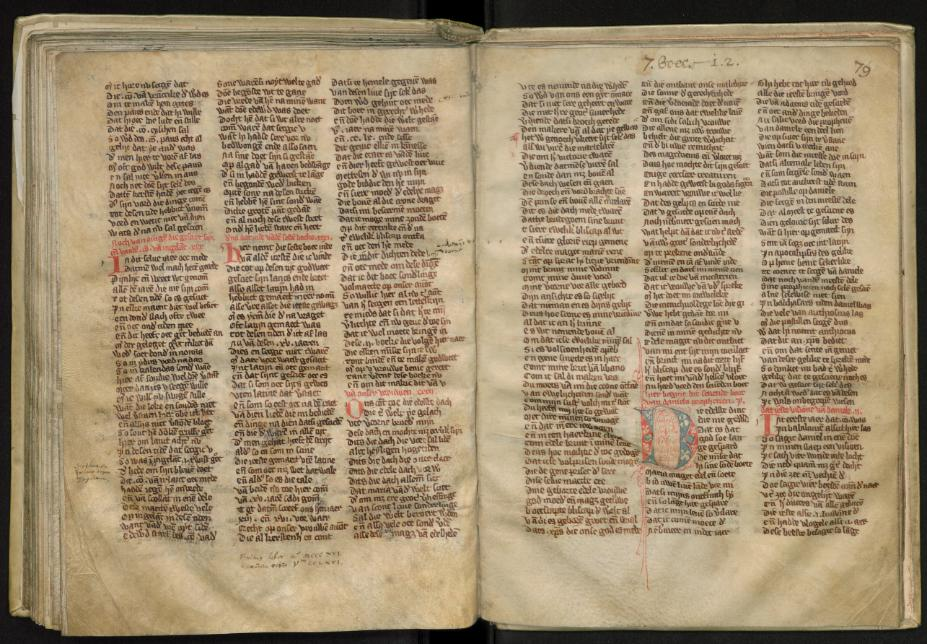
Handschrift Leiden BPL E 14, met daarin de nagenoeg volledig overgeleverde Vijfde Partie

Meteen na het voltooien van de Vierde Partie zette Lodewijk van Velthem zich aan het schrijven van een Vijfde Partie, de zogenaamde Voortzetting (bijna 30.000 verzen). Deze Vijfde Partie telt, net als de Vierde Partie, acht boeken. De eerste zes boeken vormen samen een wereldgeschiedenis van 1247 tot 1316. De boeken lopen samen met de regeerperiodes van de koningen of keizers van het Heilige Roomse Rijk. De laatste twee boeken bevatten voorspellingen over de toekomst, de komst van de Antichrist en de Dag des Oordeels en de verlossing door Christus aan het einde van de wereld. Deze partie werd opgedragen aan Gerard van Voorne, een Hollandse edelman. Wellicht hoopte Velthem de post van kapelaan bij deze edelman te kunnen verkrijgen.
Waar Velthem voor de Vierde Partie nog het Latijn van Vincent van Beauvais kon volgen, was hij voor de Vijfde Partie aangewezen op velerlei soorten bronnen, zoals ooggetuigenverslagen en eigen observaties. Hoewel Velthem aandacht heeft voor de hele wereldgeschiedenis, beschrijft hij uitvoerig belangrijke episodes uit de geschiedenis van de Lage Landen, zoals de Slag bij Woeringen (5 juni 1288), de moord op graaf Floris V van Holland (1296) en de Guldensporenslag (woensdag 11 juli 1302).
In zijn beschrijving van de gebeurtenissen aan het Engelse hof, geeft Velthem blijk van zijn fascinatie voor koning Arthur. Zo laat hij koning Eduard I van Engeland en zijn ridders in een groots opgezet en meerdere dagen durend rollenspel (compleet met LOTUS-slachtoffers) optreden als ridders van de Ronde Tafel. Ook de religieuze gedrevenheid van de schrijver komt duidelijk tot uiting. De vele moorden, oorlogen, epidemieën en natuurrampen zijn volgens hem de straf van God en tevens voorbode van het naderende einde van de wereld.
In de twee laatste boeken zet Velthem zijn visie uiteen op het einde der tijden. In het zevende boek doet hij dat aan de hand van de profetische visioenen van Daniël, Merlijn, Hildegard van Bingen en Joachim van Fiore. In het achtste boek biedt het laatste Bijbelboek, de Openbaring van Johannes, het raamwerk voor een uitgebreide behandeling van de komst van de Antichrist en het Laatste Oordeel.
Opmerkelijk is het lofdicht van onser soeter vrouwen love aan het einde van boek acht, waarin hij zich richt tot de heilige jonkvrouw Maria. Dit gedicht, een oorspronkelijke creatie van Velthem, toont aan dat hij iets te betekenen had op het gebied van de dichtkunst.
In de loop van boek zes draagt Velthem zijn Vijfde Partie op aan de Hollandse edelman, burggraaf van Zeeland en vertrouweling van graaf Florens van Holland en Zeeland Gerard van Voorne (ca. 1280-ca. 1337), zoon van Jacob van Maerlants eerdere opdrachtgever Albrecht van Voorne. Velthem solliciteerde zo naar de baan van ‘pape’ (priester) aan het Voornse hof. Of hij die functie ooit gekregen heeft, is niet geweten. Wel is het zeer waarschijnlijk dat Lodewijk van Velthem op Voorne ten huize van Gerard van Voorne geweest is, omdat hij vermoedelijk daar de beschikking gekregen heeft over de onvoltooid gebleven Historie vanden Grale / Boek van Merline en de curieuze  Arturroman Torec, die Lodewijk verwerkte in de eerder genoemde  Lancelot-compilatie. 
Tijdens het werken aan de Vijfde Partie zou Velthem met Pinksteren 1316 ineens heftige pijn aan zijn ogen hebben gekregen, waarop hij de Heilige Maria aanriep. Toen daarop het licht in zijn ogen terugkeerde, vulde hij de Spiegel historiael aan met tien Mariagedichten.

## Merlijncontinuatie

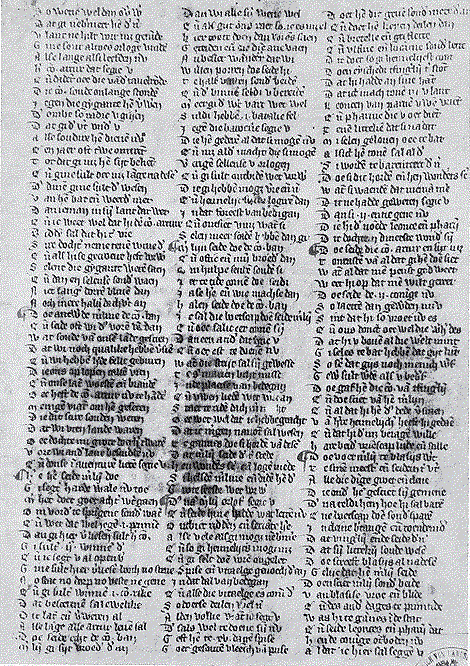
De Munsterse, Middelnederlandse fragmenten van Velthems Merlijncontinuatie

Lodewijk van Velthem schreef ook een voortzetting op Maerlants Merlijn, waar Maerlant na 10.000 verzen mee was opgehouden omdat de Franse brontekst niet verderging. Waar Maerlant eerder eindigde, bij de kroning van koning Arthur, neemt Velthem de draad weer op. Zijn Merlijncontinuatie verhaalt hoe koning Arthur in een reeks van oorlogen zijn macht weet te vestigen met de hulp van Merlijn. In tegenstelling tot de Merlijn van Maerlant die opgedragen werd aan Albrecht van Voorne, vermeldt dit werk van Velthem geen mecenas.
De Merlijncontinuatie is een berijmde vertaling van de Oudfranse Suite-Vulgate du Merlin (ca. 1235). Deze tekst maakte de verbinding tussen enerzijds de Histoire del Graal en de Merlin van Robert de Boron en anderzijds de Lancelot en prose. Dit laatste werk is een immense trilogie van omstreeks 1220 die het leven van Lancelot verhaalt.
Op enkele Middelnederlandse fragmenten na is de volledige tekst slechts overgeleverd in een Middelnederduits handschrift uit ca. 1425. Het handschrift is steeds in het bezit geweest van de graven van Bentheim-Steinfurt (Burgsteinfurt, Fürst zu Bentheimische Schlossbibliothek, B37). Het feit dat de Merlijnfiguur ook in de Spiegel historiael voorkomt, getuigt van de grote aantrekkingskracht die dit personage op Velthem moet hebben gehad.
Van Velthem meldt zelf de Graal-Merlijn op Witte Donderdag van het jaar 1326 te hebben voltooid.

## Lancelotcompilatie

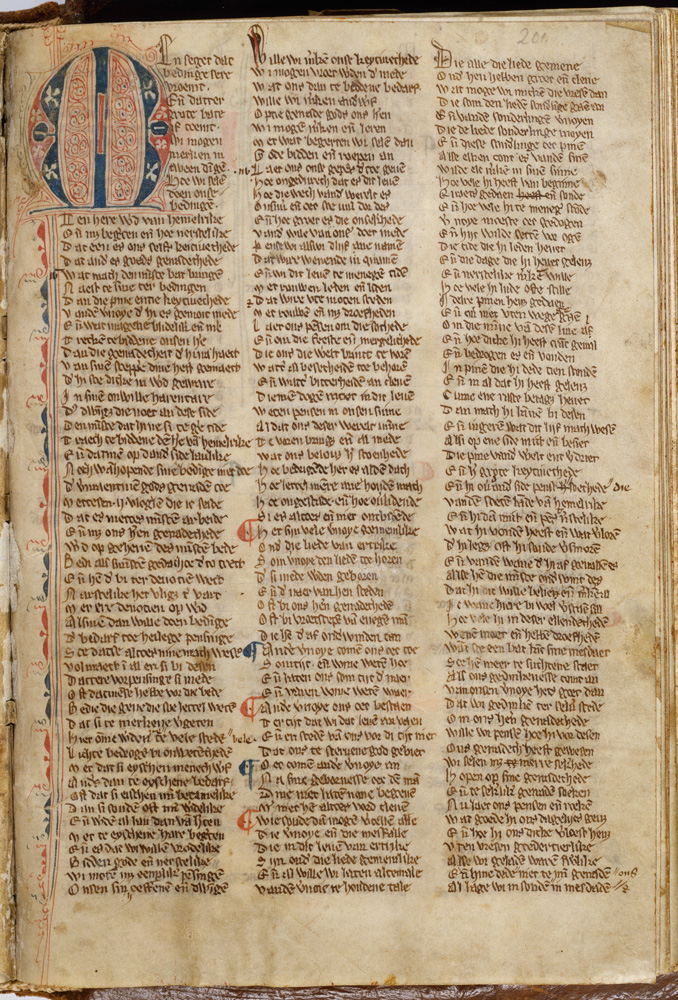
Lancelotcompilatie.

Velthems naam is ook verbonden met de Haagse Lancelotcompilatie. Dit is een verzamelhandschrift met daarin een vertaling van de Oudfranse Lancelot en prose, waarin nog zeven andere Middelnederlandse Arthurromans zijn geïntegreerd. Dit handschrift zou in Brabant zijn aangelegd in het eerste kwart van de veertiende eeuw. Op de laatste bladzijde valt te lezen:
Hier indet boec van lancelote dat heren lodewijcs es van velthem
De precieze duiding van deze woorden is onzeker. Het zou in ieder geval kunnen betekenen dat Velthem de bezitter en dus mogelijk ook opdrachtgever van dit handschrift was. Over de vraag of Velthem ook een aandeel heeft gehad in de vervaardiging van dit handschrift, zijn de meningen verdeeld. Volgens sommigen zou hij de ‘compilator’ van het werk zijn geweest, die de zeven Arthurromans in de vertaling van de Lancelot en prose heeft ingevoegd. Anderen menen in hem de mysterieuze ‘corrector’ te herkennen, die het werk van de kopiisten verbeterde.

## Literaire waardering
Hoewel Velthem in veel opzichten een voortzetter was van Maerlants werk, vinden velen hem een minder goed dichter dan zijn voorganger. Toch mag zijn betekenis niet onderschat worden. Zijn geschiedwerken bevatten een schat aan informatie die nergens anders wordt aangetroffen. Via Velthem is bovendien een belangrijk deel van de Middelnederlandse Arthurliteratuur overgeleverd, hoewel zijn rol in die overlevering niet altijd even duidelijk is.
- Biblioteca Nacional de España: XX1763511
- Biografisch Portaal: 87314666
- Digitale Bibliotheek voor de Nederlandse Letteren: velt003
- Gemeinsame Normdatei: 100952119
- International Standard Name Identifier: 0000 0001 0883 952X
- Library of Congress Control Number: n90637079
- Système universitaire de documentation: 088045188
- Virtual International Authority File: 29764395
- WorldCat: E39PCjwkqfWyb39RgBGk8hwmr3